# Aporfina

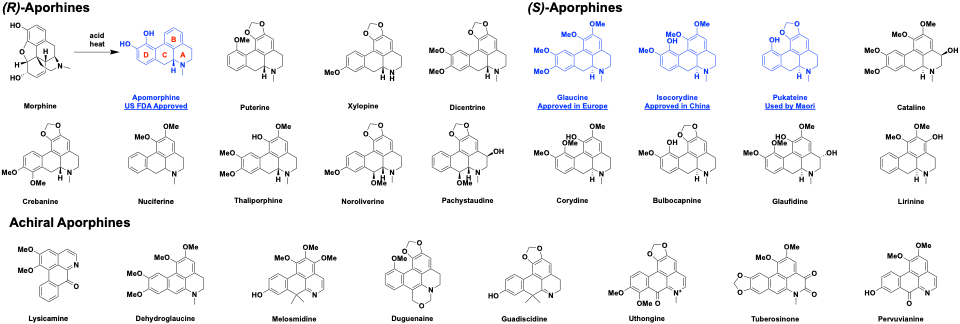
As aporfinas podem apresentar-se como isómeros (R)- ou (S)-, ou como compostos acirais, e embora muitas delas sejam tóxicas, algumas têm sido utilizadas pelo seu valor medicinal e foram aprovadas pela FDA e pelos mercados farmacêuticos mundiais.

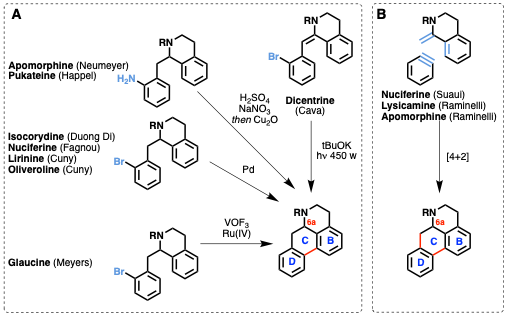
O núcleo da aporfina foi sintetizado utilizando uma série de métodos diferentes na síntese total de produtos naturais de aporfina.

Aporfina é um alcaloide, com a fórmula química C
17H
17N
, que constitui a estrutura química central do grupo de compostos conhecido por alcaloides da aporfina, uma subclasse dos alcaloides da quinolina. Pode existir em duas formas enantioméricas, a (R)-aporfina e a (S)-aporfina.

## Descrição

### Derivados
Muitos derivados diferentes da aporfina foram isolados a partir de plantas. Por exemplo, muitos nenúfares do género Nymphaea produzem alcaloides aporfínicos, tais como nymphaeina, nymphalina, nufarina, α- e β-nufaridina.
Testes in vitro de alguns derivados de aporfina isolados de Cassytha filiformis, nomeadamente actinodafnina, cassitina e dicentrina, mostraram atividade antiparasitária contra Trypanosoma brucei. A investigação dos possíveis mecanismos revelou que os compostos se ligam ao ADN e actuam como agentes de intercalação, para além de inibirem a atividade da topoisomerase.
Os produtos naturais à base de aporfina apresentam-se com os estereoquímicos (R)- ou (S)-, ou podem ser acirais. Além disso, os produtos naturais à base de morfina podem ser aquecidos em ácido para dar origem a produtos de degradação da aporfina, como a apomorfina, aprovada pela FDA como medicamento para a doença de Parkinson, que foi descoberta pela primeira vez pelo químico finlandês Adolf Edvard Arppe em 1845.

### Apomorfina
Um tipo específico de aporfina é a apomorfina. Historicamente, este composto é um produto da decomposição da morfina, obtido por ebulição da morfina com ácido concentrado, daí o sufixo -morfina. No entanto, ao contrário do seu nome, a apomorfina não contém morfina ou o seu esqueleto, nem se liga aos receptores opióides. O prefixo apo- indica que se trata de um derivado da morfina.
Historicamente, a apomorfina tem sido experimentada para uma variedade de utilizações, incluindo como forma de aliviar a ansiedade e o desejo em alcoólicos, como emético (indutor de vómito), para tratar estereotipias (comportamentos repetidos) em animais de quinta e, mais recentemente, para tratar a disfunção erétil. Foi também utilizada como tratamento privado da dependência da heroína, mas não existem provas clínicas de que a apomorfina seja um tratamento eficaz e seguro para a dependência de opiáceos.
Atualmente, a apomorfina é utilizada no tratamento da doença de Parkinson. É um emético potente e não deve ser administrado sem um antiemético como a domperidona. As propriedades eméticas da apomorfina são exploradas em medicina veterinária para induzir a emese terapêutica (vómitos) em caninos que tenham ingerido recentemente substâncias tóxicas ou estranhas.

### Efeitos
A aporfina é um agonista dos receptores da dopamina, especificamente do recetor D1 e do recetor D2. Em roedores, foi demonstrado que a administração de apomorfina ativa a expressão genética especificamente nos núcleos do hipotálamo, resultando em comportamentos estereotipados de ereção e bocejo. Nos seres humanos, a apomorfina produz erecções não sexuais que são reforçadas por estimulação erótica sem alterações da libido (desejo sexual), mas podem ocorrer efeitos secundários significativos (especialmente náuseas).
Foi desenvolvida uma formulação sublingual (debaixo da língua) de apomorfina (2 e 4 mg) com um rápido início de ação (15 a 25 min), que provou ser eficaz em doentes com DE (disfunção erétil) com diabetes controlada, hipertensão (pressão arterial elevada), hipertrofia benigna da próstata (aumento não prejudicial da próstata devido ao aumento do tamanho das suas células) ou doença vascular coronária (doença das artérias que rodeiam e irrigam o coração).

### Toxicidade
A maior parte dos alcaloides da aporfina são tóxicos. Apresentam efeitos antagónicos em relação à dopamina. Muitos deles têm atividade anticonvulsivante ou induzem convulsões em animais e atividade citotóxica (tóxica para as células).
Verificou-se que alguns alcaloides da aporfina (como a crebanina) apresentam atividade arrítmica (irregularidades no batimento cardíaco) e também maior toxicidade. Num estudo, alguns derivados-alvo foram avaliados quanto ao seu potencial antiarrítmico no modelo de rato de fibrilhação ventricular (FV, um tipo perigoso de arritmia). Aqui, foram efectuadas análises preliminares da relação estrutura-atividade/toxicidade. Destes derivados-alvo, um determinado produto bromo-substituído da crebanina apresentou uma atividade antiarrítmica significativa e uma menor toxicidade. Num número significativo de ratos, este produto provocou uma redução da incidência de FV, um aumento do recomeço do ritmo sinusal (batimento cardíaco normal) a partir da arritmia e um aumento da manutenção do ritmo sinusal. Isto indica que este alcaloide aporfina específico pode ser considerado como um candidato promissor no tratamento da arritmia.

## Síntese
A aporfina pode ser sintetizada numa reação em sete etapas. Primeiro, 1-benzil-2-tosil-1,2,3,4-tetrahidroisoquinolina-7-il-piridina-2-sulfonato é convertido para 6-tosil-5,6,6a,7-tetrahidro-4H-dibenzo[de,g]quinolina-1-il-piridina-2-sulfonato via uma reação de acoplamento aril-aril dehidrogenativa. A partir dela, 6-tosil-5,6,6a,7-tetrahidro-4H-dibenzo[de,g]quinolina-1-il-piridina-2-sulfonato é transformado para 6-tosil-5,6,6a,7-tetrahidro-4H-dibenzo[de,g]quinolina-1-ol por uma reacção de redução. Após este segundo passo, 6-tosil-5,6,6a,7-tetrahidro-4H-dibenzo[de,g]quinolina-1-il trifluorometanosulfonato é criado trocando o grupo hidroxilo de 6-tosil-5,6,6a,7-tetrahidro-4H-dibenzo[de,g]quinolina-1-ol por um grupo trifluorometanosulfonato. Este 6-tosil-5,6,6a,7-tetrahidro-4H-dibenzo[de,g]quinolina-1-il trifluorometano-sulfonato é posteriormente reduzido pelo acetato de paládio, originando 6-tosil-5,6,6a,7-tetra-hidro-4H-dibenzo[de,g]quinolona. O sexto passo é a conversão de 6-tosil-5,6,6a,7-tetra-hidro-4H-dibenzo[de,g]quinolona para 5,6,6a,7-tetra-hidro-4H-dibenzo[de,g]quinolona na reação de redução com iodeto de samário(II). A sétima e última etapa é a aminação redutora de 5,6,6a,7-tetra-hidro-4H-dibenzo[de,g]quinolona para produzir a aporfina.
Foram sintetizados vários produtos naturais análogos semi-sintéticos pertencentes à classe da aporfina. Estes incluem a apomorfina por Neumeyer e Raminelli, pukateina por Happel, isocoridina por Di, nuciferina e oliverolina por Cuny, glaucina por Meyers, dicentrina por Cava, e lisicamina por Raminelli, e uma visão geral de algumas das abordagens sintéticas do sistema de anéis da aporfina é apresentada na figura à direita.

## Farmacologia
De acordo com o U.S. Patent & Trademark Office, os derivados da aporfina podem ser utilizados no tratamento de doenças induzidas pelo stress oxidativo. A aporfina, que pode inibir a peroxidase lipídica e realizar actividades de eliminação de radicais livres, protege as células musculares lisas dos vasos sanguíneos. Isto reduz o stress oxidativo que pode induzir doenças como as doenças cardiovasculares, a doença de Alzheimer, as doenças renais, a diabetes, o cancro, entre outras.
Os alcaloides de aporfina presentes na espécie Litsea glutinosa, uma planta tropical com propriedades antioxidantes e antiparasitárias, parecem contribuir para a atividade anticancerígena. O estudo de Chi P. Ndi et al., (2016) ilustra os efeitos antiproliferativos e citotóxicos dos extractos de Litsea glutinosa contendo aporfina. As medições in silico mostram que o grupo 1,2-metilenodioxi da aporfina pode ser utilizado da mesma forma que o fármaco anticancerígeno etoposido.
A (R)-aporfina é um receptor de dopamina D1 antagonista com um Ki de 717 nM e um receptor de dopamina D2 antagonista com um Ki de 527 nM.
A aporfina e os seus alcaloides relacionados bulbocapnina, boldina, glaucina e corytuberina são antipsicóticos, exercem atividade naloxona reversível antinociceptiva e, com exceção da corytuberina, são anticonvulsivos. Alguns derivados da aporfina, como a (S)-(+)-N-propilnorapomorfina têm potencial como antipsicóticos de baixo perfil de efeitos secundários. O composto (S)-(+)-N-propilnorapomorfina é altamente selectivo para as vias dopaminérgicas meso-límbicas e funciona como agonista parcial eficaz, sem elevação da prolactina.
A aporfina é hidroxilada no organismo para formar apomorfina.

### Efeitos psicoactivos
Partes da espécie Nymphaea caerulea são comummente utilizadas em sociedade como produtos psicoativos. Os seus extractos vegetais podem ser ingeridos ou vaporizados. A ingestão de Nymphaea em doses elevadas é conhecida por produzir euforia e alucinações. Esta planta, também chamada lótus-azul, é vendida em várias formas, como material vegetal seco, chás ou como extrato para cigarros electrónicos.
O efeito psicoativo da flor deve-se a dois alcaloides do grupo aporfina: a apomorfina e a nuciferina. A apomorfina é conhecida por tratar doenças como a depressão, a esquizofrenia, a doença de Parkison e a disfunção erétil. A nuciferina é utilizada como antipsicótico e no tratamento da perturbação do consumo de álcool. O composto tem efeitos mistos nos receptores da serotonina e da dopamina, o que faz com que seja um agonista dopaminérgico (actua da mesma forma que a dopamina).

### Efeitos sobre animais
Não existem estudos sobre a aporfina especificamente em animais. Os estudos sobre a injeção subcutânea de apomorfina são o mais próximo disso, uma vez que a apomorfina é a forma bioactiva da aporfina. Num estudo de 5 dias, os ratos receberam até 10 mg/kg de apomorfina por via subcutânea diariamente. Não foram observados quaisquer efeitos adversos para além de um ligeiro aumento dos níveis de dopamina. No entanto, a apomorfina é utilizada em clínicas veterinárias como emético, devido aos graves efeitos fora do alvo que provocam vómitos.
Num outro estudo, os ratos receberam uma dose única de 40 mg/kg de apomorfina. Foram observados ligeiros danos no ADN do tecido cerebral três horas após o tratamento.